# Återkomsten (film, 1956)
Återkomsten (originaltitel: The Rack) är en amerikansk krigsdramafilm från 1956 i regi av Arnold Laven. Den har Paul Newman, Wendell Corey, Lee Marvin och Walter Pidgeon i de ledande rollerna.

## Handling
Efter två år som krigsfånge i Nordkorea kommer kapten Edward Hall (Paul Newman) hem till USA. Där åtalas han för att vara kollaboratör. Han ställs inför krigsrätt. Filmens huvudtema är var lojalitetens gränser går när en vistelse i ett fångläger är ett levande helvete.

## Medverkande
- Paul Newman, Capt. Edward W. Hall Jr.
- Wendell Corey, Maj. Sam Moulton
- Walter Pidgeon, Col. Edward W. Hall Sr.
- Edmond O'Brien, Lt. Col. Frank Wasnick
- Anne Francis, Aggie Hall
- Lee Marvin, Capt. John R. Miller
- Cloris Leachman, Caroline
- Robert Burton, Col. Ira Hansen
- Robert F. Simon, Law Officer (som Robert Simon)
- Trevor Bardette, Court President
- Adam Williams, Sgt. Otto Pahnke
- James Best, Millard Chilson Cassidy
- Fay Roope, Col. Dudley Smith
- Barry Atwater, Maj. Byron Phillips